# Maria Blaisse
Maria Geertruid Blaisse (Amsterdam, 8 mei 1944) is een Nederlands beeldend kunstenaar die onder meer actief is als sieraad- en modeontwerper.

## Biografie
Blaisse is opgeleid tot textielkunstenaar aan de Gerrit Rietveld Academie te Amsterdam (1964-1968). Blaisse is actief op verschillende terreinen binnen de vormgeving; zij ontwerpt onder meer sieraden, kostuums en schoenen. Vaak werkt zij met materialen als schuimrubber, vilt, bamboe, glas, zilver en rubber. Onder meer voor Paula Abduls wereldtournee Vibeology ontwierp Blaisse kostuums.
Blaisse won de Emmy van Leersum Prijs in 2000.
Van 1975 tot 1987 gaf Blaisse les aan de Gerrit Rietveld Academie, Luis Acosta was daar een van haar studenten. Daarnaast verzorgt Blaisse ook gastlessen aan diverse internationale instituten.